# Hostomice nad Bílinou
Hostomice (deutsch Hostomitz) ist eine Minderstadt in Tschechien. Sie befindet sich fünf Kilometer nordöstlich von Bílina im Tal der Biela an der Grenze zwischen dem Erzgebirge und dem Hus-Hügel, dem Tor zum Böhmischen Mittelgebirge im Ústecký kraj.

## Geschichte
Vratislava, Witwe des Kojatov, gründete 1255 das Frauenkloster der Gekreuzigten in Světec und schenkte diesem neben Hostomice noch weitere 14 Ortschaften. Im Jahr 1438 nahmen die Einwohner an der Seite der Hussiten an der Schlacht bei Sellnitz teil. Nach den Kriegen kam es zur neuen Vermögensteilung an die Herren von Riesenburg. 1620 schenkte Jan von Vřesovice den Ort dem Prager Erzbischof.
Während der Industrialisierung im 19. Jahrhundert veränderte das landwirtschaftlich geprägte Dorf sein Gesicht. Neben Glasereien und Ziegelwerken wurde hier im Tagebau Braunkohle abgebaut. Seit 2006 ist Hostomice ein Městys.

## Persönlichkeiten
- Čestmír Císař, Politiker, ehemaliger Schulminister
- Václav Pokorný, ehemaliger Minister der Energie
- Oldřich Hoblík, Schauspieler und Regisseur